# 公民权利及政治权利国际公约
《公民權利和政治權利國際公約》（縮寫ICCPR），又称聯合國兩公約或“B公约”，是一份在1966年12月16日經聯合國大會通過的國際多方條約，是国际人权宪章体系的第一个文件，
于1976年3月23日生效。該公約使締約國承擔責任，要尊重個人的公民和政治權利，包括生存權、宗教自由、集會自由、選舉權、正當法律程序和公平審訊等等。
《公民权利和政治权利国际公约》是由联合国人权事务委员会所监管。联合国人权事务委员会獨立於聯合國人權理事會之外，成员是从成员国中选举产生，但这些人并不代表任何国家；該會的专家开会期间，需要考察其成员国依据公约提交的定期报告。
《公民权利和政治权利国际公约》包括两个任择议定书。第一任择议定书构建了一个独立的上诉机制以便成员国内个人能够提交申述，这种沟通最终将到达人权委员会。在第一任择议定书之下，拥有联合国国际人权法系统中最复杂的法学系统。第二任择议定书废止死刑。
2017年8月為止，《公民权利和政治权利国际公约》有74個簽署國及173個締約國。

## 起源
此公约與世界人權宣言的設立是在同一系列的事件。「人的基本權利宣言」在1945年舊金山會議上被提出，該會議促成了聯合國以及其經濟及社會理事會的成立。經濟及社會理事會受委託負責起草宣言
，起草過程之始，該文件就被拆分成一份列明人權的基本原則之宣言，和一份包含具有約束力的承諾之公约。前者演變成世界人權宣言，並在1948年12月10日得到通過。
公约之約國（包括負責管理非自治領土和託管領土的國家）須促進落實自決權利；以及按照聯合國憲章的條文尊重該權利。
隨着起草工作繼續，聯合國各成員國之間對於公民和政治範疇的消極權利，以及經濟、社會和文化範疇的積極權利，這兩種權利相對上的重要程度之見解有了顯著的差異。最後使原公約再拆分成兩份公约，「一份包含政治權利，另一份包含經濟、社會和文化權利」這兩份公约被設計成盡可能寫有互相相似的條文，而且同時開放供簽署。兩份公约都包含讓所有民族自決的權利。
第一份文件是《經濟、社會及文化權利國際公約》，第二份文件是《公民權利和政治權利國際公約》。1954年，草稿獲提交至聯合國大會討論，並在1966年通過。作為外交談判的結果，經濟、社會及文化權利國際公約早公民權利和政治權利國際公約一點點通過。

## 各地实踐與效果

### 美國

#### 保留、諒解和聲明
美国参议院在1992年在作出五項保留、五項谅解、四項声明後批准了该《公民權利和政治權利國際公約》。有意見認為對公約作如此多的保留，故其履行對國內效力很少。特别的，参议院声明「公约1－26条文规定不可自动生效」 。在一份参议院行政報告中说明这项声明是为了「阐明协约不会在美国法院成为私人的起诉理由」。當一份條約或公約不是自動生效，而國會也沒有為履行協約而提出立法議案時，則條約或公約批准後也不會在美國司法系統中造成私人訴訟權。
如果對條約作出的保留是「不合條約的目的和宗旨」，按照《維也納條約法公約》和國際法這保留是無效的，因此這個「非自動生效」的聲明是否符合國內法也成疑問。

#### 不遵守公約
1994年，聯合國人權委員會對公約有否獲遵守表示關注。
特別令人關注的是廣泛提出的保留，這些保留基本上使得凡是需要改變國家法律以確保遵守《公約》義務的所有《公約》權利無效。因此沒有接受真正的國際權利或義務。而當沒有規定能確保《公約》權利在國內法院可以提出起訴，而且未能允許個人根據第一項「任擇議定書」向委員會提出申訴，則《公約》的保證的所有基本要素已被刪除。
實際上，美國沒有接受《公約》規定的任何一項國際義務，沒有改變其國內法，以符合《公約》訂出的限制。其公民也不被允許提出起訴，以實行他們按《公約》享有的基本人權。美國也沒有批准「禁止酷刑公約任擇議定書」(OPCAT)。因為這樣，《公約》已失去了效力，爭議的焦點是美國官員堅持要求保留主權、司法、檢察和行政部門的豁免權的一張大網，這往往使其公民喪失了在法律下的「有效補救措施」，這原是《公約》旨在保證的。
2006年，人權委員會對其解釋為重大的違規行為表示關注，勸告美國立即採取糾正行動：
委員會關切地注意到該締約國對《公約》規定的義務作出的限制性解釋，特別是因為（a）其立場，即《公約》不適用於在其管轄範圍內但在其境外的個人，也不適用於戰時，儘管委員會和國際法院有相反意見和既定判例；（b）未充分考慮《公約》規定的義務，不僅要尊重，而且要確保《公約》規定的權利；（c）對《公約》某些實質性條款的限制性做法，這種做法不符合委員會在締約國批准《公約》之前和之後作出的解釋。

締約國應審查其做法並真誠地解釋《公約》，依照公約各條款在其情境中賦予的普通含義，包括隨後的實踐，並根據其目的和宗旨。締約國尤其應（a）承認《公約》適用於其管轄範圍內但在其境外的個人，以及適用於戰時；（b）在必要時採取積極步驟，確保充分執行《公約》規定的所有權利；（c）本著誠意考慮委員會按照其職權範圍提供的對《公約》的解釋。

### 朝鲜
朝鲜民主主义人民共和国于1981年9月14日加入该公约，并于同年12月14日批准该公约。1997年8月25日，朝鲜通知联合国秘书长，要求退出该公约。然而，联合国仍然认为朝鲜是该公约的缔约国，因为该公约原则上不允许退出，所以只有在所有其他缔约国都允许的情况下朝鲜才有可能退出公约。而这种情况并没有出现。

### 中華民國（臺灣）
中華民國政府於1967年10月5日由駐聯合國常任代表劉鍇簽署該公約（signature），而後於1971年10月25日退出联合国，未經過國會批准程序。直到陳水扁總統推動「人權立國」之目標，立法院才開始討論該兩公約的國內法化，法務部分別於2007年3月23日、2008年1月28日以法規字第0960600200號函、法規字第0970600032號函將「公民與政治權利國際公約及經濟社會文化權利國際公約施行法」草案（以下簡稱「兩公約施行法」草案）呈報行政院核轉立法院審議。歷經立法院第6屆第6會期及第7屆第1會期至第3會期，在野的中國國民黨執反對意見。
2009年3月31日，立法院批准《经济社会文化权利国际公约》及《公民与政治权利国际公约》两项联合国人权公约（ratification），同時通過「兩公約施行法」，兩公約則在同年5月14日由馬英九總統在臺北賓館簽署批准書，正式公布（promulgation），這是中華民國（臺灣）首次將國際公約國內法化。惟馬英九總統簽署的兩公約批准書，在同年6月15日被聯合國以聯合國大會2758號決議僅承認中華人民共和國為中國合法代表而拒絕存放（deposit）。
兩公約施行法於2009年12月10日正式施行（come into effect），每四年提出一次國家報告，並邀請專家審查。在2012年4月提出兩公約初次的國家報告，並於隔年2月25日至27日辦理兩公約初次國家報告之國際審查會議，邀請10位國際人權專家擔任審查委員，於3月1日提出81點結論性意見與建議。監察院國家人權委員會成立後，也在第三次國家報告中提出獨立評估意見。
由於並非聯合國會員，因此台灣建立起仿照聯合國的審查模式，邀請國際人權專家到台灣在地審查。據了解，發生過專家在行前曾受北京當局關切，直接找上本人，或透過所屬政府轉達，希望他們不要到台灣來，但並未阻撓成功。

### 中華人民共和國
中華人民共和國政府于1998年10月5日在纽约联合国总部签署了《公約》，并多次宣布将实施该公约，但是由于《公约》与现行法律有诸多冲突之处（比如关于死刑的使用范围，如公约规定只有“最严重犯罪”才可以判处死刑，其中要排除财产犯罪、经济犯罪和政治犯罪，但根据中国1997年刑法，一共规定了68种犯罪可以适用死刑，半数与政治、经济犯罪有关），其国务院至今未提出议案，全国人民代表大会也无法批准该公约。截至2015年11月1日，死刑罪名已逐步删减至46项，取消了绝大多数经济政治犯罪的死刑惩罚，仅保留了制售假药，有害食品罪的死刑上限。2008年3月，第十一届全國人民代表大會第一次會議闭幕时国务院总理温家宝在记者会上回答记者有关胡佳一案时回应，“中国是法治国家，这些问题都会依法加以处理”，并承诺尽快施行《公民权利与政治权利国际公约》。然而，該公約至今仍未被批准。这意味着签署的公约内容已经得到官方认可，但并未在国内产生法律效力。
2013年3月，第十二屆全國人民代表大會第一次會議、中國人民政治協商會議第十二屆全國委員會第一次會議（“两会”）之际，百餘名民间人士联署呼吁人大尽快批准聯合國《公民权利和政治权利国际公约》。

### 香港
《香港人權法案條例》（《香港法例》第383章）將《公民權利和政治權利國際公約》中適用於香港特別行政區的規定收納入香港特別行政區法律，並對附帶及有關連的事項作出規定。
本條例草案於1990年提交香港立法局審議。《香港人權法案條例》及關於香港的一九九一年(第2號)英皇制誥均由1991年6月8日起實施:35。比照《公民權利和政治權利國際公約》第5.2條，《香港人權法案條例》第Ⅰ部導言稱：香港境內依法律、公約、條例或習俗而承認或存在之任何基本權利，不得藉口人權法案未予確認或確認之範圍較狹，而加以限制或減免義務:33。比照《公民權利和政治權利國際公約》第17條，《香港人權法案條例》第Ⅱ部香港人權法案第十四條稱：任何人之私生活、家庭、住宅或通信，不得無理或非法侵擾，其名譽及信用，亦不得非法破壞；對於此種侵擾或破壞，人人有受法律保護之權利:47。《香港人權法案條例》第4條「日後的法例的釋義」規定，在人權法案成為法律制定之香港法例，在解釋上應以符合《香港的公民權利和政治權利國際公約》中適用於香港之規定為目標；反映出解釋法律之一項現有準則，即在可能情況下，法例應根據現行國際義務來解釋；如果日後制定之法律中之一項條文不能根據此準則解釋，該條文便會因而告失效:15。《香港人權法案條例》第5條「緊急狀態」規定，《公民權利和政治權利國際公約》規定，在社會進入嚴重緊急狀態時，當局可採取若干通常會與公約有抵觸之措施；本條例第5條亦載有類似條文；當局如正式宣佈緊急狀態，便可採取措施，限制人權法案所賦予之權利和自由，但限制範圍必須嚴格，以在當時迫切情況下為應付緊急狀態而有需要者為限；不過，措施不能限制下列權利：⑴生存的權利（人權法案第二條）；⑵不得施以酷刑及不人道待遇（人權法案第三條）；⑶不得使人為奴隸（人權法案第四⑴及⑵條）；⑷不得因違約而被監禁（人權法案第七條）；⑸在發生時並不構成刑事罪的行，不得定為刑事罪（人權法案第十二條）；⑹被承認為享有法律權利的人的權利（人權法案第十三條）；⑺思想、信念及宗教的自由（人權法案第十五條）；此外，在採取上述措施時，不得因種族、膚色、性別、語言、宗教或社會階級有別而給予不同之對待:15-16。1997年2月23日，中華人民共和國第八屆全國人民代表大會常務委員會認為前述條文牴觸《中華人民共和國香港特別行政區基本法》，根據《基本法》第160條決定前述條文不採用為香港特別行政區法律，其他條文仍予採用。
即使如此，《基本法》第39(1)條規定，《公民權利和政治權利國際公約》適用於香港的有關規定繼續有效，通過香港特別行政區的法律予以實施。《入境（修訂）（第3號）條例》第1(2)條因為具有追溯力，被香港特別行政區終審法院在吳嘉玲案裁定牴觸《公民權利和政治權利國際公約》第15(1)條而刪除。

## 相关联合国文件
- 世界人权宣言
- 经济、社会及文化权利国际公约
- 联合国大会66号决议：所通過的依照宪章第七十三条（辰）款递送情报书
- 联合国大会1514号决议：关于准许殖民地国家及民族独立的宣言
- 联合国大会1541号决议：会员国确定是否负有义务递送宪章第七十三条（辰）款规定的情报所应遵循的原则